# People Before Profit
People Before Profit (PBP) (en irlandès: Pobal Roimh Bhrabbús) és un partit polític socialista fundat l'octubre de 2005, a la República d'Irlanda i a Irlanda del Nord.

## Història
PBP es va fundar l'any 2005 com l'Aliança del Poble Abans del Benefici per membres del Partit Socialista dels Treballadors (Socialist Workers Party, SWP), una organització trotskista afiliada a la Tendència Socialista Internacional. El Grup d'Acció de la Comunitat i els Treballadors al sud de Dublín va entrar a l'aliança l'any 2007 i va incorporar junt amb ell el primer representant electe, Joan Collins, un activista en contra de les taxes al fem i antic membre del Partit Socialista.
L'aliança mediambiental socialista era un partit polític que operava a Irlanda del Nord, principalment a la ciutat de Derry.
Aquest partit es va presentar a les eleccions generals d'Irlanda del Nord de 2003 a East Londonderry i Foyle. Malgrat que el seu resultat va ser pobre a la primera obtenint només un 0,4% dels vots, a Foyle el seu candidat va aconseguir un 5,5% dels vots. També van participar en les eleccions al parlament europeu de 2004, guanyant un 1,6% dels vots a tota Irlanda del Nord i en les eleccions al Regne Unit de 2005 obtenint-ne un 3,6% a la circumscripció de Foyle.
El grup es va dissoldre l'any 2008, amb la majoria de l'organització incorporant-se a l'Aliança del Poble abans del Benefici.
El mes de febrer de 2018 (SWP) es va canviar de nom per la Xarxa de Treballadors Socialistes (Socialist Workers Network, SWN), reflectint la seua decisió de centrar-se en la construcció del Poble Abans del Benefici, i de guanyar i educar als membres del partit en la política socialista revolucionària.

### República d'Irlanda
PBP es va presentar en diferents circumscripcions en les eleccions generals d'Irlanda de 2007, aconseguint al voltant de 9.000 vots de primera preferència. En maig de 2008, el partit va posar en marxa una campanya demanant el No en el referèndum del Tractat de Lisboa.
En les eleccions locals de 2009 de la República d'Irlanda, el partit va presentar dotze candidats, aconseguint cinc escons en Dublín i la seua àrea metropolitana.
En les eleccions generals de 2011, el partit va aconseguir dos escons amb l'Aliança de l'Esquerra Unida. A més, en les eleccions locals de 2014, el partit va aconseguir representants més enllà de l'àrea metropolitana de Dublín.
El mes d'agost de 2015 va haver-hi diàlegs amb l'Aliança Antiausteritat per formar una nova formació política. El 17 de setembre de 2015, els dos partits anunciaren que s'havien registrat com un únic partit amb propòsits electorals. La nova organització va rebre el nom d'Aliança Antiausteritat-Poble Abans del Benefici.
En les eleccions generals de 2016, el partit aconseguí 3 escons dintre de la coalició formada un any abans.
El partit va aconseguir mantenir els tres escons en les eleccions generals de 2020. El 28 de febrer de 2021, RISE, un partit socialista democràtic escindit de Solidaritat l'any 2019, es va fusionar amb PBP. Tanmateix, mantenint les xarxes socials i funcionant com una organització interna del partit.

### Irlanda del Nord

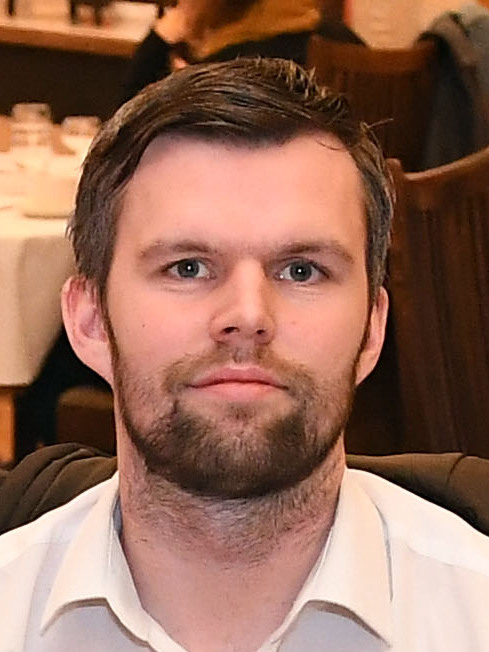
Gerry Carrol és el representant del PBP a l'Assemblea d'Irlanda del Nord des de 2016

El Poble Abans del Benefici va presentar un candidat, sense èxit, en les eleccions generals d'Irlanda del Nord de 2007. Quatre anys més tard, en les eleccions de 2011, el partit va presentar 4 candidats i va aconseguir 5.438 vots de primera preferència, però sense que aquests es traduïren en cap escó. El candidat més exitós va ser Eamonn McCann a Foyle, on aconseguí un 8% de tots els vots.
En les eleccions de l'ajuntament de Belfast de l'any 2014, Gerry Carrol esdevé el primer regidor del partit a Irlanda del Nord. Aquest mateix polític aconseguiria la primera plaça en la circumscripció de Belfast Oest en les eleccions generals d'Irlanda del Nord de 2016, escó que mantindria en les eleccions de 2017. Dintre de l'assemblea, el partit es designa dintre del grup «Altres», és a dir, ni unionista ni nacionalista irlandés.
El partit va donar suport a l'eixida de la Unió Europea, encara que no va fer campanya a favor del Brexit en el referèndum de 2016. Aquesta postura el va fer centre de diana de moltes crítiques de Sinn Féin i militants propermanència, especialment després que el país votara per continuar dintre de la UE.
En les eleccions locals de 2019, el partit va guanyar 4 regidors, i en les eleccions generals de 2019 va presentar dos candidats, amb un gran resultat a Belfast Oest amb un 16% dels vots.

## Resultats electorals

### Irlanda del Nord

#### Assemblea d'Irlanda del Nord
| Elecció | Vots de Primera Preferència | % Vot | Escons  |
| ------- | --------------------------- | ----- | ------- |
| 2007    | 774                         | 0,1%  | 0 / 108 |
| 2011    | 5.438                       | 0,8%  | 0 / 108 |
| 2016    | 13.761                      | 2,0%  | 2 / 108 |
| 2017    | 14.100                      | 1,8%  | 1 / 90  |

#### Eleccions a Westminster
| Elecció | Vots  | % Vot | Escons |
| ------- | ----- | ----- | ------ |
| 2010    | 2.936 | 0%    | 0 / 18 |
| 2015    | 7.854 | 0%    | 0 / 18 |
| 2017    | 5.509 | 0%    | 0 / 18 |
| 2019    | 7.526 | 0%    | 0 / 18 |

#### Eleccions locals d'Irlanda del Nord
| Elecció | Vots  | % Vot | Escons  |
| ------- | ----- | ----- | ------- |
| 2011    | 1.721 | 0,3%  | 0 / 583 |
| 2014    | 1.923 | 0,3%  | 1 / 462 |
| 2019    | 9.478 | 1,4%  | 5 / 462 |

### República d'Irlanda

#### Eleccions generals
| Elecció | Vots de Primera Preferència | % Vot | Escons  |
| ------- | --------------------------- | ----- | ------- |
| 2007    | 9.333                       | 0,5%  | 0 / 166 |
| 2011    | 21.551                      | 1%    | 2 / 166 |
| 2016    | 42.174                      | 1,96% | 3 / 158 |
| 2020    | 40,220                      | 1,84% | 3 / 160 |

#### Eleccions locals de la República
| Elecció | Vots de Primera Preferència | % Vot | Escons   |
| ------- | --------------------------- | ----- | -------- |
| 2009    | 15.879                      | 0,8%  | 5 / 883  |
| 2014    | 29.051                      | 1,7%  | 14 / 949 |
| 2019    | 21.972                      | 1,29% | 7 / 949  |

#### Eleccions europees
El partit només s'ha presentat a la República d'Irlanda en les eleccions eurpees.
| Elecció | Vots de Primera Preferència | % Vot | Escons |
| ------- | --------------------------- | ----- | ------ |
| 2014    | 23.875                      | 1,5%  | 0 / 11 |
| 2019    | 33.804                      | 1,9%  | 0 / 13 |